# Hans Karl Rodenkirchen

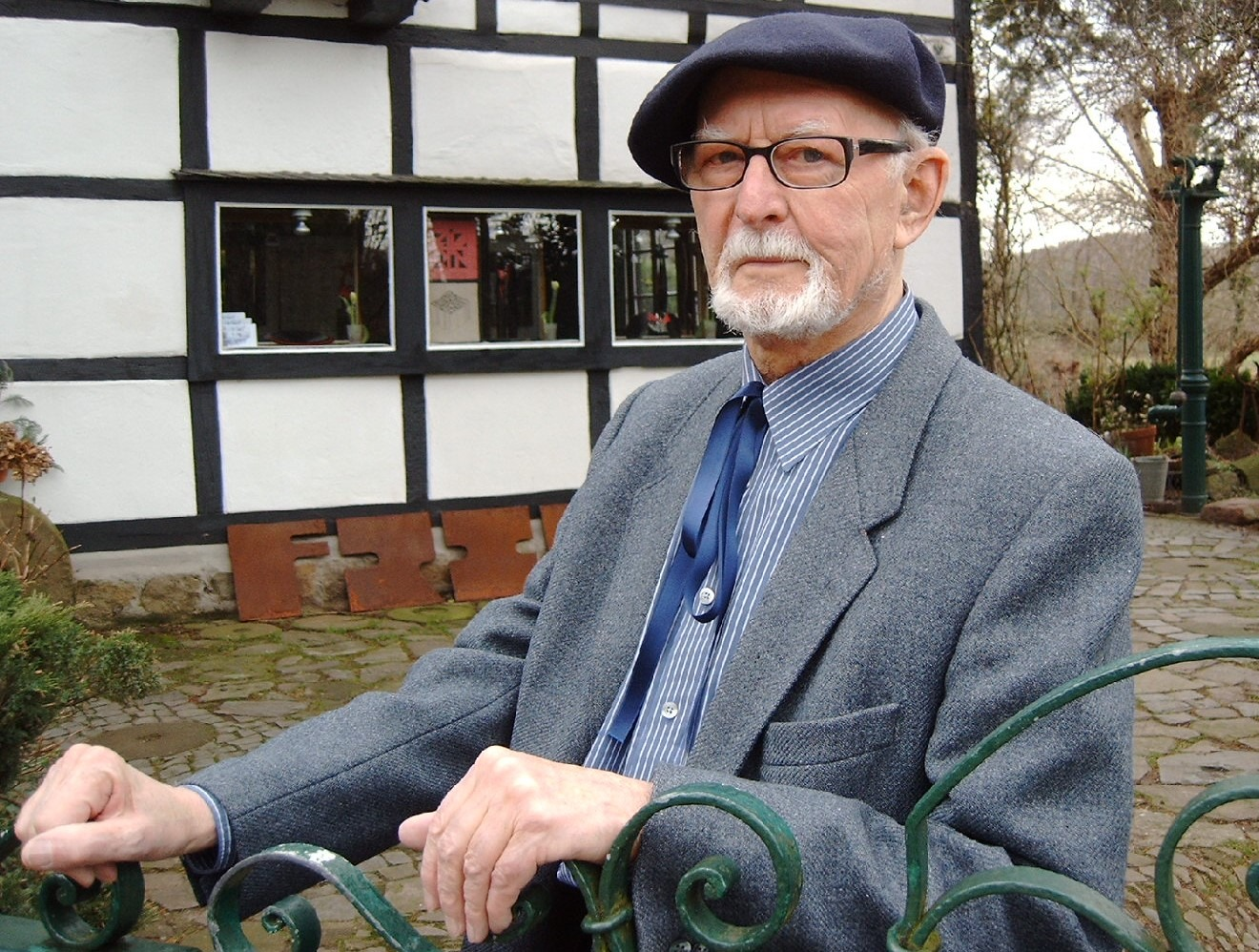
Hans Karl Rodenkirchen

Hans Karl Rodenkirchen (* 5. Mai 1926 in Köln; † 4. Oktober 2007 in Solingen) war ein deutscher Grafiker, Designer, Künstler und Umweltaktivist.

## Leben

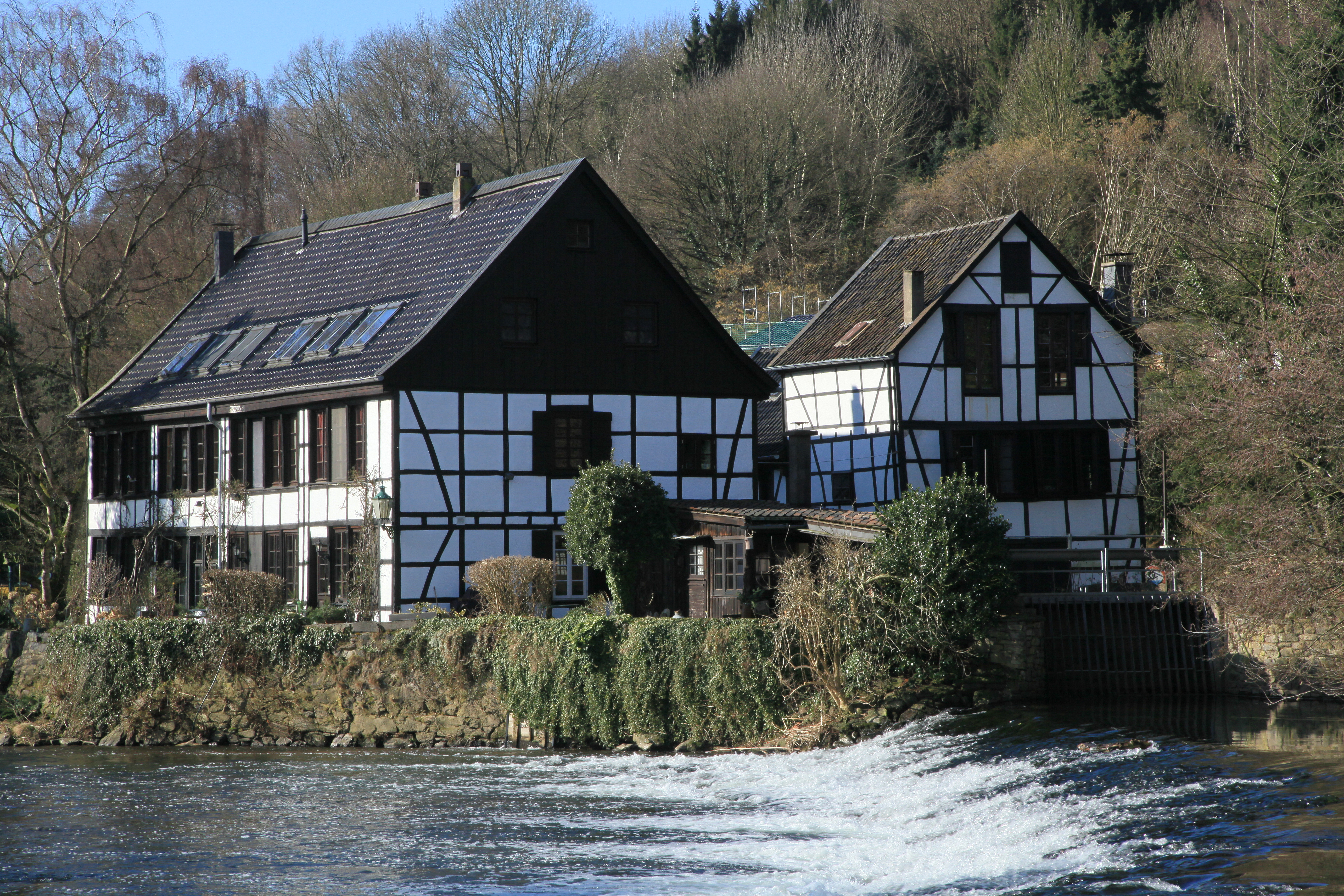
Der Wipperkotten in Solingen

Hans Karl Rodenkirchen wurde als einziges Kind des Organisten und Dirigenten Adam Rodenkirchen und der Verkäuferin Gertrud Rodenkirchen in Köln geboren. 1943 begann er eine Lehre als Grafiker in Köln. Parallel begann er ein Studium an den Kölner Werkschulen, die ihn nach Vorlage einer Arbeitsmappe und einem Vorstellungsgespräch sofort aufnahm. Er wurde 1944 eingezogen und kam zum Kriegsdienst an der Front in Frankreich bei Cherbourg. Im selben Jahr desertierte er und lief zu den US-amerikanischen Truppen über. Im amerikanischen Kriegsgefangenenlager malte er Bühnenbilder und Auftragsarbeiten für die Aufseher; 1945 erfolgte die Entlassung. Bis 1953 führte Rodenkirchen sein Studium an den Kölner Werkschulen fort, die nach dem Krieg von den Studenten, auch von Rodenkirchen, wieder instand gesetzt und aufgebaut worden war.
Auf der Suche nach einem inspirierenden Lebensmittelpunkt außerhalb der Großstadt entdeckte Rodenkirchen 1954 die Ruine des Wipperkottens an der Wupper in Solingen. Gemeinsam mit einer weiteren Künstlerin kaufte er das Gebäude vom Wupperverband. 1954 wurde der Werk-Ring Wipperkotten als einer Künstlergemeinschaft gehörend gegründet. Ab 1957 war Rodenkirchen Alleineigentümer des Kotten gemeinsam mit seiner Ehefrau Lieselotte (Lotte). Der Wiederaufbau des Wipperkottens benötigte ein Jahrzehnt, und dank der Initiative der Rodenkirchens wurde der Kotten unter Denkmalschutz gestellt. 1964 löste sich der Werk-Ring wegen Unstimmigkeiten in der Künstlergemeinschaft auf.
Hans Karl Rodenkirchen (HAKARO) war als freier Grafiker und Designer tätig. Aufträge erhielt er aus der Solinger Besteckindustrie für Firmenzeichen (Logos), Besteckentwürfe, Gläser oder Küchengerät. Parallel dazu arbeitete er als freier Künstler und entwickelte und gestaltete Alphabete, wie z. B. die Reihe DenkArt, bei der er Typographie und Umweltschutzgedanken verbinden konnte.
1967 gründete Rodenkirchen die „Notgemeinschaft Abwassergeschädigter der unteren Wupper“ (NAG) zur Wiederbelebung und Reinhaltung des damals toten Flusses, in dessen Mitte der Wipperkotten auf einer Insel steht. Dies war die erste Umweltschutzinitiative in Nordrhein-Westfalen.
Hans Karl Rodenkirchen war verheiratet und hatte zwei Töchter. Er starb 2007 im Alter von 81 Jahren.

## Nachleben
2008 benannte die Stadt Leichlingen den Wupperbegleitweg im Stadtzentrum nach dem Designer Hans Karl Rodenkirchen.

## Auszeichnungen
- 1979 Deutsche Umweltschutzmedaille (Kölner Stadt-Anzeiger vom 6. Februar 1979)
- 1981 Rheinland-Taler
- 1984 Umweltschutzpreis der Stadt Solingen
- 1997 Kulturpreis der Bürgerstiftung Baden